# Griqua Park
El Griqua Park, llamado Tafel Lager Park por razones de patrocinio, es un estadio de uso múltiple utilizado principalmente para la práctica del rugby en la ciudad de Kimberley, Sudáfrica.

## Historia
El estadio fue creado en el año 1991 y conocido como Hoffe Park Stadium luego de que Charles Hoffe, dueño de Spoornet, fuera el propietario de la sede. Entre 1998 y 2008 el estadio tuvo un convenio de patronicio con el ABSA Bank y estuvo con el nombre ABSA Park y entre 2009 y 2015 fue conocido como GWK Park luego de un contrato de patrocinio con la Griekwaland-Wes Korporatief, empresa agrícola de la ciudad de Douglas, Sudáfrica y desde 2016 el estadio lleva su nombre actual.
El estadio tuvo su primera remodelación en 1995 donde la capacidad del estadio pasó a ser de 11000 espectadores por idea del presidente Andre Markgraaff; y a inicios del siglo XXI el estadio fue utilizado para algunos partidos de fútbol de la la selección nacional de fútbol como en la eliminatoria hacia el mundial de Corea y Japón 2002 y en el mundial de Sudáfrica 2010 fue la sede de entrenamiento de la selección de Uruguay.